# Das Glockenspiel
Das Glockenspiel is de eerste single van het debuutalbum Zeitgeist van het Duitse tranceduo Schiller. Het nummer is uitgekomen op 31 december 1998 en werd internationaal gepromoot als "The Bell". In Duitsland bereikte het nummer de 21e positie in de German Singles Chart in 1999.

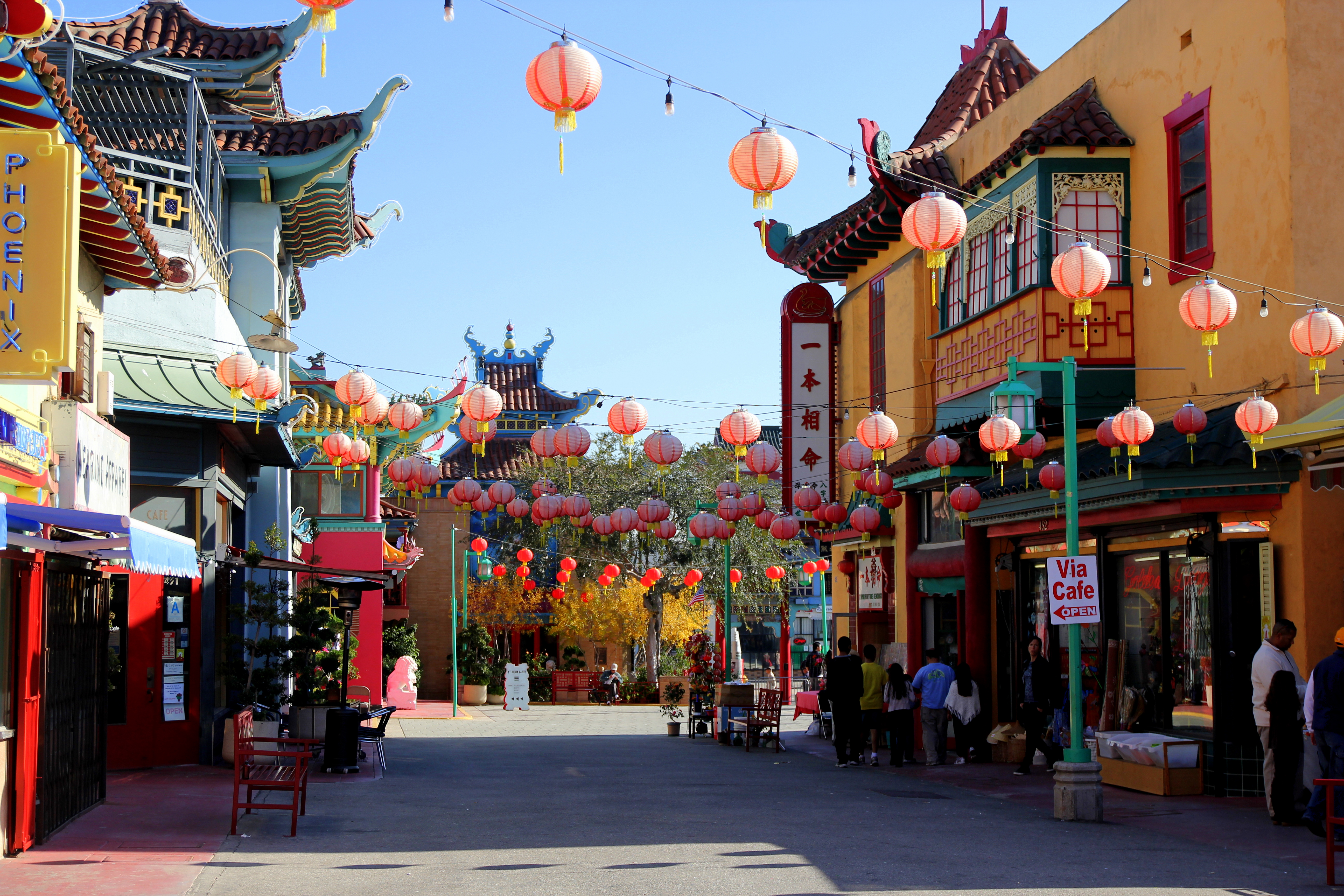
Chinatown in Los Angeles, waar de muziekvideo is opgenomen.

De single werd bekend om de melodie van een carillon of klokkenspel. De titel is afkomstig van een gedicht van Friedrich Schiller uit 1799.
Een bijbehorende muziekvideo werd opgenomen in Chinatown in Los Angeles en werd de meest gedraaide videoclip op de Duitse muziekzender VIVA in 1999.

## Nummers

### Maxi single
1. "Das Glockenspiel (Airplay Edit)" (3:47)
2. "Das Glockenspiel (Video Edit)" (3:10)
3. "Das Glockenspiel (X/Tended)" (7:33)
4. "Das Glockenspiel (Gary D. Remix)" (8:09)
5. "Das Glockenspiel (Mike Scandle Remix)" (7:56)
6. "Das Glockenspiel (Free Schiller Mix)" (7:39)

### Vinyl
1. "Das Glockenspiel (X/Tended)" (7:33)
2. "Das Glockenspiel (Free Schiller Mix)" (7:39)
3. "Das Glockenspiel (Video Edit)" (3:10)

## Medewerkers
- Componist en producent: Christopher von Deylen en Mirko von Schlieffen
- Opnamestudio: Homebase Studio in Hamburg
- Artwork: Katja Stier